# San Leandro
San Leandro és una població dels Estats Units a l'estat de Califòrnia. Segons el cens del 2010 tenia 83.183 habitants.

## Demografia
Segons el cens del 2000, San Leandro tenia 79.452 habitants, 30.642 habitatges, i 19.825 famílies. La densitat de població era de 2.336,4 habitants/km².
Dels 30.642 habitatges en un 28,8% hi vivien nens de menys de 18 anys, en un 47,1% hi vivien parelles casades, en un 12,7% dones solteres, i en un 35,3% no eren unitats familiars. En el 28,5% dels habitatges hi vivien persones soles l'11,6% de les quals corresponia a persones de 65 anys o més que vivien soles. El nombre mitjà de persones vivint en cada habitatge era de 2,57 i el nombre mitjà de persones que vivien en cada família era de 3,19.
Per edats la població es repartia de la següent manera: un 22,2% tenia menys de 18 anys, un 7,8% entre 18 i 24, un 32% entre 25 i 44, un 22% de 45 a 60 i un 16% 65 anys o més.
L'edat mediana era de 38 anys. Per cada 100 dones de 18 o més anys hi havia 89,4 homes.
La renda mediana per habitatge era de 51.081 $ i la renda mediana per família de 60.266$. Els homes tenien una renda mediana de 41.157 $ mentre que les dones 33.486 $. La renda per capita de la població era de 23.895 $. Entorn del 4,5% de les famílies i el 6,4% de la població estaven per davall del llindar de pobresa.

## Poblacions properes
El següent diagrama mostra les poblacions més properes.